# Stazione di Venezia Mestre Olimpia
La stazione di Venezia Mestre Olimpia è una fermata della linea Venezia-Trieste a servizio della zona settentrionale di Mestre.

## Storia
La fermata fu progettata all'interno del Sistema Ferroviario Metropolitano Regionale (SFMR).
Al bando d'appalto per la sua costruzione risposero diciotto imprese e fu assegnato al Consorzio Veneto Cooperativo (Coveco), società della Lega delle Cooperative.
L'inizio dei lavori fu previsto per il 10 luglio 2009, ma slittarono a causa di un ricorso al Tribunale Amministrativo Regionale (TAR) da parte di una delle imprese che parteciparono alla gara. Quando questo fu respinto, i lavori cominciarono il 3 settembre dello stesso anno, mentre la posa della prima pietra si tenne il 24 settembre. Le previsioni promettevano di terminare entro tre anni.
Il nome della stazione non fu definito per molto tempo. Il Comune di Venezia la indicò come "Via Olimpia" o come "Olimpia-Mestre Centro". In altre fonti fu riportata con la denominazione di "Olimpia/Mestre Centro".
I lavori proseguirono per molti anni e si conclusero nel 2025, quando Rete Ferroviaria Italiana (RFI) attivò la fermata al servizio pubblico, con la denominazione di Venezia Mestre Olimpia, il 31 maggio. La cerimonia inaugurale si tenne il 29 luglio, in presenza del vicesindaco Andrea Tomaello e dei rappresentanti dell'amministrazione regionale veneta, di RFI e di Trenitalia. Lo stesso giorno iniziò anche il servizio commerciale.

## Strutture e impianti
L'architettura di questa fermata differisce da quella delle altre località ferroviarie costruite all'interno del progetto SFMR, risultando più simile a quella di Venezia Mestre Ospedale con una doppia volta a botte sopra il piazzale binari.
Quest'ultimo è composto dai due binari di corsa della linea ferroviaria. L'accesso ai treni è garantito da due marciapiedi, lunghi entrambi 285 m e posti a un'altezza di 55 cm dal piano del ferro.
Le due banchine sono collegate tra loro da due sottopassi serviti da altrettante linee di ascensore.
Dal punto di vista della circolazione, l'impianto si trova fisicamente all'interno dell'area della stazione di Venezia Mestre ed è controllata dal Sistema di Comando e Controllo (SCC) di quest'ultima.

## Movimento
La fermata è servita dai treni regionali della relazione Venezia Santa Lucia-Portogruaro, svolti da Trenitalia nell'ambito del contratto di servizio stipulato con la Regione Veneto.